# Dutuitosaurus
Dutuitosaurus es un género africano metoposáurido, un grupo de anfibios prehistóricos. Tenía una larga cola, lo que indica que probablemente nadaba rápidamente, para cazar presas, como peces pequeños. En lo que hoy es Atlas, Marruecos, África.